# Primula rubicunda
Primula rubicunda är en viveväxtart som beskrevs av Harold Roy Fletcher. Primula rubicunda ingår i släktet vivor, och familjen viveväxter. Inga underarter finns listade i Catalogue of Life.